# جی گلاسر
جی گلاسر (انگلیسی: Jay Glaser؛ زادهٔ july ۱۱, ۱۹۵۳ (۷۱ سال)) قایقران قایق بادبانی اهل ایالات متحده آمریکا است.